# 伯威克鎮區 (堪薩斯州尼馬哈縣)
伯威克鎮區（英語：Berwick Township）為美國堪薩斯州尼馬哈縣轄下的鎮區。2010年美国人口普查中此鎮區人口有408人。

## 地理
伯威克鎮區涵蓋總面積為93.4平方（36.07平方英里），其中陸地面積為93.4平方（36.06平方英里），水域面積為0.026平方（0.01平方英里）或0.03%。海拔高度396（1,299英尺）。

## 人口統計
根據2010年美國人口普查，伯威克鎮區人口有408人，其中男性有208人，女性有200人，人口密度為每平方公里4.37人，住房計132戶。鎮區內的白人有396人，非裔美國人有1人，美洲原住民有2人，亞裔美國人有0人，太平洋島裔美國人有0人，其他種族有5人，混血種族則有4人。此外鎮區內有8人為西班牙裔或拉丁裔美國人。此鎮區之年齡中位數為36.4歲，而男性年齡中位數為36.8歲，女性年齡中位數為35.6歲。

## 交通

### 主要公路
- 75號美國國道